# Alina Fernández
Alina Fernández Revuelta (Havana, 19 de março de 1956) é filha de Fidel Castro com sua amante Natalia "Naty" Revuelta Clews. Alina Fernández tornou-se uma ferrenha crítica do governo de Cuba, onde viveu até 1993.

## Biografia
Fernández vivia com sua mãe, Natalia Revuelta, que nasceu em Havana em 1925, e seu padrasto, Orlando Fernández. Em Cuba, trabalhou como modelo e diretora de relações públicas de uma empresa de moda cubana. Em 1993, aos 37 anos, deixou Cuba fazendo-se passar por uma turista espanhola usando documentos falsos e uma peruca. Elena Díaz-Verson Amos, uma imigrante cubana, e esposa de John Amos (fundador da Aflac, Inc.) ajudou Fernández a deixar Cuba. Fernández pediu asilo nos Estados Unidos e viveu com Díaz-Verson por vários anos.
Posteriormente, mudou-se para Miami, onde trabalha em uma rádio. Em 1998, escreveu Castro's Daughter: An Exile's Memoir of Cuba descrevendo sua vida em Cuba e as mudanças que ocorreram durante quase quatro décadas.
Sua tia, Juanita Castro, a processou por calúnia e difamação por causa de algumas passagens de sua autobiografia sobre Juanita e os pais de Fidel, Ángel Castro e Lina Ruz. Depois de sete anos de litígio, que custam cerca de 100 mil dólares a Juanita; em 2005, um tribunal espanhol ordenou que Fernández e Plaza & Janes, uma divisão da Random House de Barcelona, que publicou o livro, pagassem $ 45.000 para Juanita. Juanita afirmou que o livro difamou sua família afirmando que: "Pessoas que ontem estavam comendo do prato de Fidel [em uma óbvia alusão indireta a Alina], chegam aqui [nos Estados Unidos] e querem dinheiro e poder, então, dizem o que querem, mesmo que isso não seja verdade... Parte da minha família [seus irmãos Fidel e Raul] foi responsável por muito sofrimento em Cuba - não se pode mudar isso - mas ninguém tem o direito de ofender a família de Fidel. Os que insultam Fidel tem muito o que dizer." Uma versão em inglês do livro de Alina omite as passagens ofensivas.
Em uma entrevista em 2008 à revista Foreign Policy, Alina disse que tinha mais proximidade com seu tio Raúl Castro do que com o pai.

## Livro e autobiografia
- Havana Dreams, a Story of Cuba by Wendy Gimbel (Alfred A. Knopf, 1998) ISBN 0-679-43053-9
- Castro's Daughter, An Exile's Memoir of Cuba by Alina Fernandez (St. Martin's Press, 1997) ISBN 0-312-19308-4